# Orgilus hyalinus
Orgilus hyalinus är en stekelart som beskrevs av Muesebeck 1970. Orgilus hyalinus ingår i släktet Orgilus och familjen bracksteklar. Inga underarter finns listade i Catalogue of Life.